# Zone économique spéciale de Glo-Djigbé
La Zone économique spéciale de Glo-Djigbé ou Zone industrielle de Glo-Djigbé, en abrégé (GDIZ) est un territoire de l'arrondissement de la commune d'Abomey-Calavi, au Bénin où sont implantées plusieurs industries et sociétés de transformation et de production.

## Historique
La Zone économique spéciale de Glo-Djigbé voit le jour le 5 février 2020. Il s'agit d'un partenariat public-privé entre le gouvernement béninois et le groupe ARISE. Le projet constitue en la mise sur pied de la loi fixant le régime des zones économiques spéciales au Bénin en 2017 et de la signature d'un accord de partenariat avec le groupe ARISE en novembre 2019 pour l'aménagement, le développement et l'exploitation de cette zone,.

## Description
La zone est en projet et s'étend sur 1 600 hectares (ha). Elle est située dans l'arrondissement de Glo-Djigbé commune d'Abomey-Calavi, département de l'Atlantique au Bénin. Elle se veut un hub industriel de valorisation du Made in Benin. Des infrastructures dédiées sont en construction en 2023.

## Gestion
La gestion de la Zone Industrielle de Glo-Djigbé est assurée par le groupe ARISE dès novembre 2019, sous la tutelle du Ministère chargé du Plan et du Développement ,.

## Exploitation
La Zone Industrielle de Glo-Djigbé héberge différentes industries. Notamment la transformation de noix de cajou,du soja, la filature et le tissage du coton, la fabrication de vêtements, l'agroalimentaire, le bois et d'autres.